# Vicolungo
Vicolungo (piemontiul: Vich Longh) település Olaszországban, Piemont régióban, Novara megyében. Lakosainak száma 849 fő (2023. január 1.). Vicolungo Arborio, Biandrate, Casaleggio Novara, Landiona, Mandello Vitta, Recetto és San Pietro Mosezzo községekkel határos.

## Népesség
A település lakossága az elmúlt években az alábbi módon változott:
| Lakosok száma | 893  | 887  | 849  |
|               | 2017 | 2018 | 2023 |